# Wesley Clark
Wesley Kanne Clark (Chicago, Illinois, 23 de dezembro de 1944) é um general reformado do Exército dos Estados Unidos. Foi Comandante Supremo da Organização do Tratado do Atlântico Norte durante a Guerra do Kosovo, onde dirigiu as acções de paz dos exércitos aliados para permitir o retorno de 1,5 milhões de albaneses. Em 2003 avançou como pré-candidato do Partido Democrata à presidência dos Estados Unidos.
O seu pai, Benjamin Kanne, era veterano da Primeira Guerra Mundial e faleceu quando Clark era ainda uma criança. Depois da morte do pai, a sua mãe Veneta levou-o a viver em Little Rock, Arkansas, e aí contraiu segundas núpcias com Victor Clark, um ex-banqueiro que se converteria em padrasto de Wesley e lhe daria o apelido com que actualmente é conhecido. Clark só ficou sabendo que possuía ascendência judaica após se tornar adulto, pois sua mãe omitiu este fato para protegê-lo da Ku Klux Klan.
Em 1962 foi aceite na academia militar de West Point para assim dar início a 38 anos de serviço militar. Durante a estadia na academia conheceu Gertrude Kingston num baile oferecido aos membros de escola naval, e casou com ela. Terminou em primeiro lugar do seu ano e ganhou uma bolsa de estudo para cursar Política, Filosofia e Economia na Universidade de Oxford em Inglaterra. Aos 25 anos e com a patente de capitão comandou uma companhia de infantaria mecanizada na guerra do Vietname, sendo ferido com 4 projécteis em combate. O seu desempenho no sudeste asiático fê-lo ser agraciado com a medalha de prata do exército dos EUA.
Durante a sua carreira militar o general Clark comandou batalhões nos Estados Unidos e na Alemanha, especializando-se naqueles batalhões com problemas de disciplina ou péssimas avaliações e convertendo-os em unidades exemplares. Ao iniciar-se a Guerra do Golfo Pérsico Clark já era general e tinha à sua responsabilidade o Centro Nacional de Treino do Exército dos E.U.A. Em 1997 foi nomeado Comandante Supremo da OTAN e dirigiu desse posto as acções militares dos E.U.A. na guerra do Kosovo, a mais sangrenta na Europa desde a Segunda Guerra Mundial. Clark ordenou um ataque aos 200 soldados russos estacionados na região. O general Sir Michael Jackson, então comandante das Forças Armadas Britânicas, se recusou a levar o ataque adiante e disse que não deixaria seus soldados darem início à Terceira Guerra Mundial.
No Inverno de 2003 Wesley Clark avançou como pré-candidato do Partido Democrata à presidência dos Estados Unidos. Entre os que o apoiaram publicamente destaca-se o realizador Michael Moore. Acabou por desistir, sendo o candidato escolhido pelo seu partido John Kerry.
Ele foi o primeiro a listar países que seriam submetidos a tentativas mudança de regime.